# Эльбрус-16С
Эльбрус-16С — 16-ядерный микропроцессор компании МЦСТ, построенный на шестом поколении архитектуры «Эльбрус».
Ожидаемая производительность — 750 Гфлоп/с двойной точности (64 бит) и 1,5 Тфлоп/с одинарной точности (32 бит).
Начало серийного выпуска планировалось к концу 2022 года на фабрике TSMC в Синьчжу, Тайвань. Вторжение России на Украину и последующее введение санкций привело к переносу сроков.

## Характеристики
Из самых существенных новшеств разработчики называют поддержку виртуализации на аппаратном уровне (как нативной, так и в кодах x86).
Планируемые технологические нововведения:
- Система на кристалле, включающая контроллеры периферийных устройств (то есть «южный мост» вносится в микропроцессор)
- Аппаратная поддержка виртуализации, в том числе в кодах Intel x86-64
- Масштабируемая векторизация до 48 флоп за такт
- Аппаратная поддержка динамической оптимизации (рост производительности ядра)
- Распределённая сеть на кристалле с темпом до 2 терабит/с

Планируемые характеристики микропроцессора «Эльбрус 16С»:
- Производительность — до 1500 / 750 Гфлоп/с
- Количество ядер — 16
- Тактовая частота — 2 ГГц
- Объем кэш-памяти (L2+L3) — 48 МБ (16 + 32)
- ОЗУ — тип DDR4 (DDR4-3200), 170 ГБайт/с, восемь каналов (16GB: TS432RLD16GL-MTS, GTM432RLD16GL, 32GB: TS432RLD32GL-MTS, GTM432RLD32GL)
- Интерфейсы — 32 линии PCIe 3.0, Ethernet 1/10 Гбит/с, SATA 3.0, USB 3.0
- Возможность объединения до четырех микропроцессоров на общей памяти
- Темп межпроцессорного обмена — до 48 ГБ/с
- Потребляемая мощность — не более 130 Вт
- Технология — 16 нм[5] FinFET
- Количество транзисторов — около 12 млрд
- Размер кристалла — 618 мм², 25,3×24,4 мм

## История разработки
Стоимость ОКР составила 1,8 млрд руб..
Первый инженерный образец был представлен в октябре 2020 года на выставке «Микроэлектроника-2020».

## Производство
- 25 октября 2021 компания «Сила» — дочерняя структура IBS — нацелилась выпустить все основные типы вычислительной техники на отечественных процессорах, чтобы они смогли попасть в реестр российского «железа» при Минпромторге. В своих российских СХД и серверах компания планирует использовать готовящийся к выходу на рынок процессор «Эльбрус-16С». «Сила» уже имела возможность опробовать «Эльбрус-16С» и осталась удовлетворена. Что касается клиентских устройств: ПК, ноутбуков, тонких клиентов, то их компания планирует строить на чипах «Байкал электроникс» — «Baikal-M». Собственное производство «железа» «Силы» расположено в подмосковной Балашихе.[9]